# Nederländernas konstitution
Nederländernas konstitution, Grondwet voor het Koninkrijk der Nederlanden, är konstitutionen för de europeiska territorier som tillhör Nederländerna. Den nuvarande konstitutionen kan ses som en direkt vidareutveckling av 1815 års konstitution och definierar en konstitutionell monarki. Vid en revidering 1848 instiftades parlamentarisk demokrati och 1983 genomgick konstitutionen en omfattande revidering då texten moderniserades och ett antal medborgerliga rättigheter infördes, liksom ett avskaffande av dödsstraffet även officiellt, samt formalisering av Amsterdam som huvudstad. Dokumentet består av knappt 150 korta artiklar indelade i åtta avsnitt:
- Grondrechten
- Regering
- Staten-Generaal
- Raad van State, Algemene Rekenkamer, Nationale ombudsman en vaste colleges van advies
- Wetgeving en bestuur
- Rechtspraak
- Provincies, gemeenten, waterschappen en andere openbare lichamen
- Herziening van de Grondwet

Utöver dessa har det skapats ett antal tilläggsartiklar numrerade med romerska siffror. År 2014 hade det totalt lagts till 19 tilläggsartiklar, av vilka fyra (nummer I, II, IX och XIX) fortfarande var i kraft.
Staten Nederländerna omfattar även Aruba, Curaçao och Sint Maarten som inte omfattas av denna konstitution utan av ett annat dokument, Statuut voor het Koninkrijk der Nederlanden.